# Dathan Ritzenhein

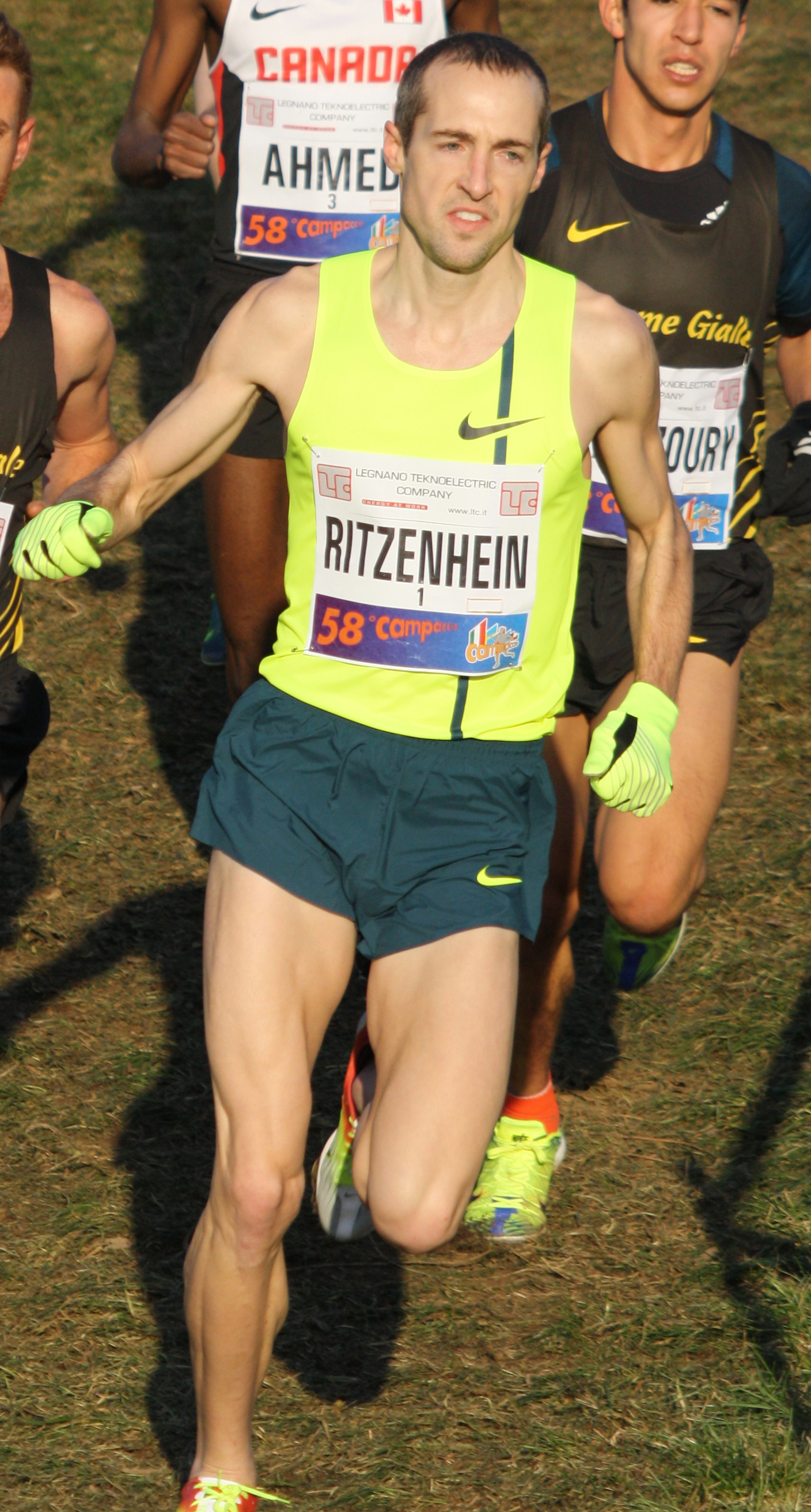
Dathan Ritzenhein beim Cross del Campaccio 2015

Dathan Ritzenhein (* 30. Dezember 1982 in Grand Rapids, Michigan) ist ein ehemaliger US-amerikanischer Langstreckenläufer.
Dathan Ritzenhein hat bei einer Größe von 1,70 m ein Wettkampfgewicht von 55 kg. Er ist mit der Langstreckenläuferin Kalin Toedebusch verheiratet, mit der er eine gemeinsame Tochter hat.

## Karriere
Seinen ersten internationalen Erfolg feierte er mit dem dritten Platz im Juniorenrennen bei den Crosslauf-Weltmeisterschaften 2001 in Ostende.
2004 nahm er an den Olympischen Spielen in Athen am 10.000-Meter-Lauf teil, musste das Rennen jedoch verletzungsbedingt aufgeben. 2005 gewann er unter anderem die US-amerikanischen Meisterschaften im Crosslauf.
2006 debütierte er beim New-York-City-Marathon auf der Marathondistanz. Dabei belegte er in einer Zeit von 2:14:01 h den elften Platz. 2007 gewann er den Healthy Kidney 10K.
Bei den Leichtathletik-Weltmeisterschaften 2007 in Ōsaka belegte er im 10.000-Meter-Lauf den neunten Platz. Am 3. November 2007 sicherte er sich beim US-Ausscheidungsrennen für die Olympischen Sommerspiele 2008 in einer Zeit von 2:11:07 h als Zweiter hinter Ryan Hall einen Startplatz in Peking. Dort belegte er als schnellster Amerikaner in einer Zeit von 2:11:59 h den neunten Platz.
2009 erreichte er bei den US-amerikanischen Halbmarathonmeisterschaften in persönlicher Bestzeit von 1:01:35 h hinter Mebrahtom Keflezighi den zweiten Platz. Beim London-Marathon stellte er mit 2:10:00 h ebenfalls eine persönliche Bestleistung auf und belegte den elften Rang. Bei den Leichtathletik-Weltmeisterschaften 2009 in Berlin wurde er über 10.000 m in einer weiteren persönlichen Bestleistung von 27:22,28 min Sechster. Wenig später stellte er beim Leichtathletik-Meeting Weltklasse Zürich mit einer Zeit von 12:56,27 min einen neuen Kontinentalrekord im 5000-Meter-Lauf auf.
Einen weiteren Saisonhöhepunkt erlebte er bei den Halbmarathon-Weltmeisterschaften in Birmingham, wo er in genau 60 Minuten die Bronzemedaille gewann und seine bisherige Bestleistung auf dieser Distanz um über anderthalb Minuten unterbot.
Nachdem er sich 2011 einer Operation an der Achillessehne unterziehen musste, konnte er sich für die Olympischen Spiele 2012 nicht für den Marathonlauf, aber für den 10.000-Meter-Lauf qualifizieren. Dort wurde er in 27:45,89 min 13. Beim Chicago-Marathon 2012 verbesserte er seine persönliche Bestzeit auf 2:07:47 h und belegte als bester nichtafrikanischer Läufer den neunten Platz.
Anfang Mai 2020 gab Ritzenhein das Ende seiner sportlichen Karriere bekannt.

## Bestleistungen
- 1500 m: 3:42,99 min, 10. Mai 2002, Palo Alto
- 3000 m: 7:39,03 min, 15. Juli 2007, Sheffield
- 5000 m: 12:56,27 min, 28. August 2009, Zürich
- 10.000 m: 27:22,28 min, 17. August 2009, Berlin
- 10-km-Straßenlauf: 28:08 min, 20. Mai 2007, New York City
- Halbmarathon: 1:00:00 h, 11. Oktober 2009, Birmingham
- Marathon: 2:07:47 h, 7. Oktober 2012, Chicago